# Infrastructure for Resilience, Interconnectivity and Security by Satellite
Pour les articles homonymes, voir IRIS.
Infrastructure de Résilience et d'Interconnexion Sécurisée par Satellite (en anglais Infrastructure for Resilience, Interconnectivity and Security by Satellite), désignée par son acronyme IRIS², est un programme spatial européen financé conjointement par l'Union européenne, l'Agence spatiale européenne et des entreprises privées dont l'objectif est de mettre en place une constellation de satellites de télécommunications fournissant des liaisons sécurisées et à haut débit répondant à des besoins gouvernementaux (sécurité, gestion de crise,...) tout en complétant la couverture numérique des régions défavorisées de l'Europe. Le projet lancé en 2022 entre en phase opérationnelle en 2024 avec une finalisation prévue en 2030,.

## Historique
Le projet IRIS² est initié par l'Union européenne en 2022 (à l’initiative de Thierry Breton, commissaire européen à l’industrie) pour répondre à différentes menaces qui mettent en jeu la sécurité de l'Europe : évolutions géopolitiques, conflits régionaux, terrorisme, pression migratoire, campagnes de désinformation, cyberattaques. Le projet est financé dans le cadre d'un partenariat public-privé en partie par l'Union européenne et en partie par des partenaires privés. Le coût de ce programme est estimé à 6 milliards d'euros dont 2,4 seront fournis par l'Union européenne. IRIS² est une constellation de satellites qui doit permettre de fournir des connexions sécurisées aux différentes organisations gouvernementales européennes dans les domaines de la surveillance (par exemple surveillance des frontières), de la gestion de crise (par exemple crise humanitaire) et la protection des infrastructures clés (par exemple communications entre les ambassades de l'Union européenne). Un deuxième objectif est de permettre la fourniture par le secteur privé de services commerciaux à haut débit dans toute l'Europe en supprimant les régions ne bénéficiant pas de ces prestations. Le but est aussi d'assurer l'autonomie de l'Europe face aux géants comme Starlink. Le segment spatial comprendra des satellites déployés sur plusieurs orbites. Le déploiement du système doit débuter en 2024 et être complètement achevé en 2027,,.
Le 31 octobre 2024, la Commission européenne attribue le contrat de concession au consortium SpaceRISE composé de 3 opérateurs de satellites : Eutelsat, SES et Hispasat qui a pour sous-traitants Thales Alenia Space, OHB, Airbus Defence and Space, Telespazio, Deutsche Telekom, Orange, Hisdesat et Thales SIX. La signature de la convention (partenariat public-privé) de concession est prévue en décembre 2024, sa durée est de 12 ans. La Commission européenne déclare qu'IRIS² sera financé par l'UE, l'Agence spatiale européenne et des financements privés (le consortium SpaceRISE), et que la constellation multi-missions de satellites doit comprendre 290 satellites dont 272 en orbite terrestre basse (LEO) et 18 en orbite terrestre moyenne (MEO) et du segment sol associé, pour une entrée en service en 2030,.